# Ancylosis aspilatella
Ancylosis aspilatella is een vlinder uit de familie snuitmotten (Pyralidae). De wetenschappelijke naam is voor het eerst geldig gepubliceerd in 1887 door Ragonot.
De soort komt voor in Europa.